# Ballon monté

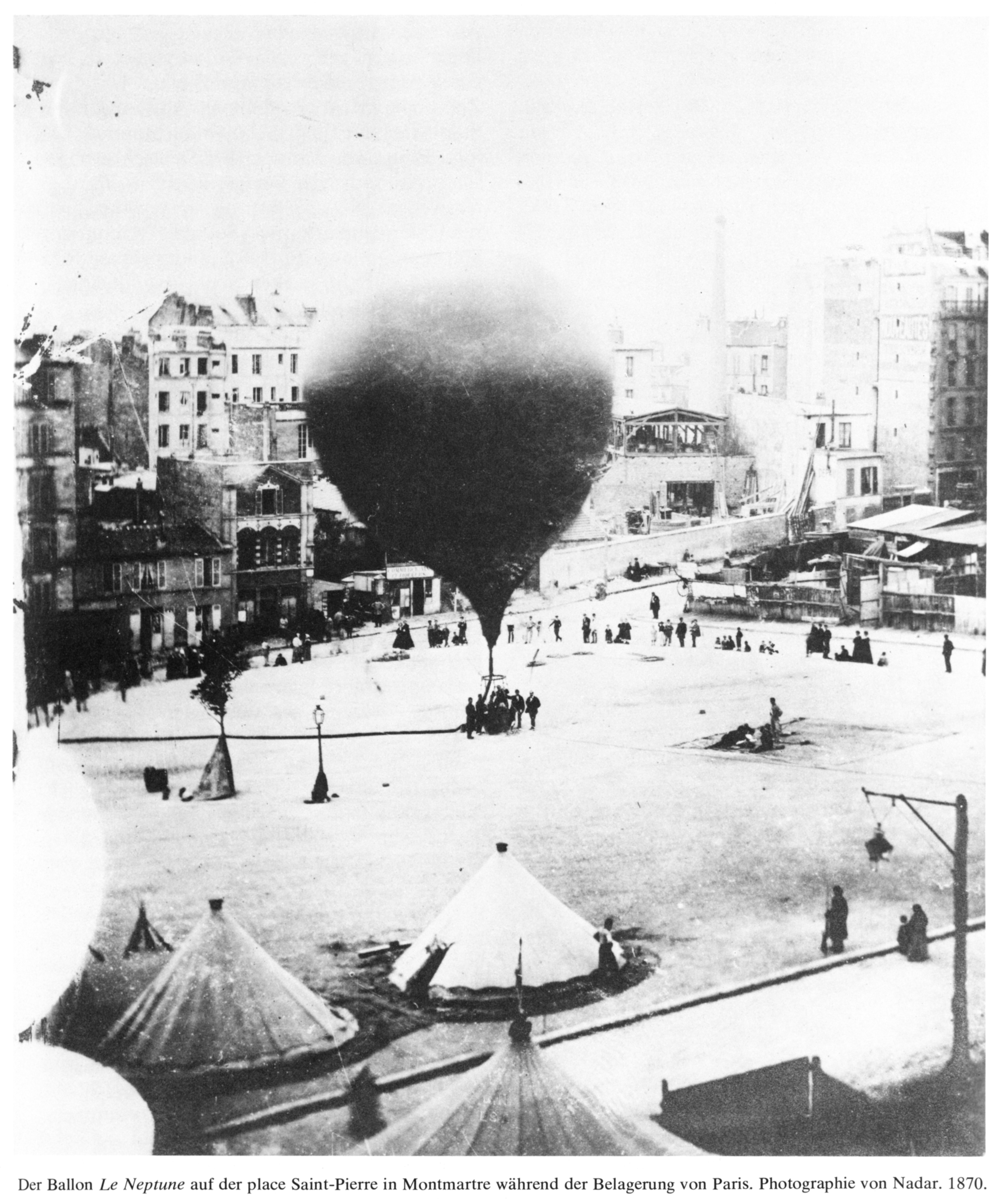
Le ballon Neptune sur la place Saint-Pierre, photographié par Nadar.

Un ballon monté désigne à la fois un aérostat de type ballon à gaz et un courrier ayant été envoyé par ce moyen lors du siège de Paris durant la guerre franco-prussienne de 1870.
L'histoire des ballons montés ne dure que quatre mois et demi, entre le 23 septembre 1870 et le 28 janvier 1871, durant lesquels 67 ballons s'échappent de la capitale encerclée. Les départs se font de jour comme de nuit, essuyant les tirs de barrage des troupes prussiennes. On estime entre 2 500 000 et 3 000 000, le nombre de plis, lettres et dépêches qui ont été transportés.

## Conception
Les ballons sont gonflés au gaz d'éclairage, de l'hydrogène bicarboné provenant de la décomposition de la houille, gaz environ deux fois plus léger que l'air. Ils sont dits montés car équipés d'une nacelle où prennent place le pilote, le courrier, et éventuellement des passagers. Ils ne disposent pas d'équipement pour les diriger, se déplaçant dans le sens du vent.

## Historique

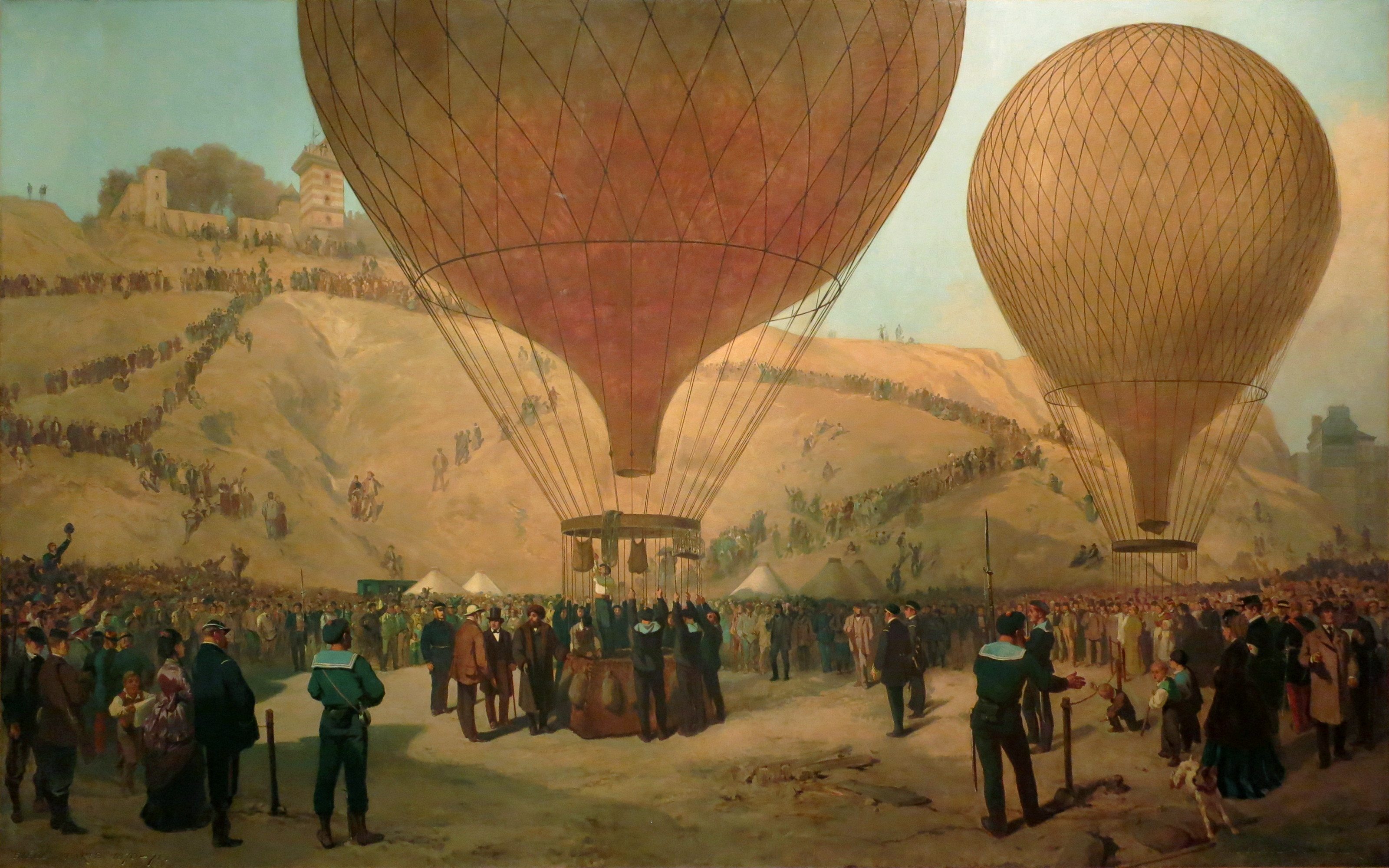
Tableau de Jules Didier et Jacques Guiaud représentant le départ, le 7 octobre 1870, de lArmand Barbès, emmenant Gambetta, et du George Sand.

Nadar constitue de son propre chef la « Compagnie des aérostiers militaires » avec des bénévoles dont Camille Legrand (dit « Dartois ») et Claude-Jules Duruof, dont le but est la construction de ballons militaires pour les mettre à la disposition du gouvernement. Elle est l'héritière des deux premières Compagnies d'aérostiers créées à la Révolution française.  Leur première volonté était d'utiliser des ballons captifs (attachés au sol) pour l'observation des mouvements de l'ennemi. Germain Rampont, directeur général des Postes, se range à l'idée d'organiser des communications avec l'extérieur de Paris. Ils établissent un campement sur la place Saint-Pierre, au pied de la butte Montmartre, où naît la poste aérienne du siège.
Cette première fabrication en série d'aéronefs, marque le début de l'industrie aéronautique. Les trains ne circulant plus, deux ateliers de construction de ballons sont installés dans les gares de chemin de fer réquisitionnées : les frères Godard à la gare d'Austerlitz et Camille Dartois et Gabriel Yon, associés de Nadar, à la gare du Nord. Ils fabriquent des ballons captifs permettant de surveiller l’ennemi, d’établir des relevés des positions et des ballons libres permettant d’acheminer du courrier et des passagers hors de la ville assiégée. Nadar baptise ses ballons : le George-Sand, l'Armand-Barbès, le Louis-Blanc, etc.

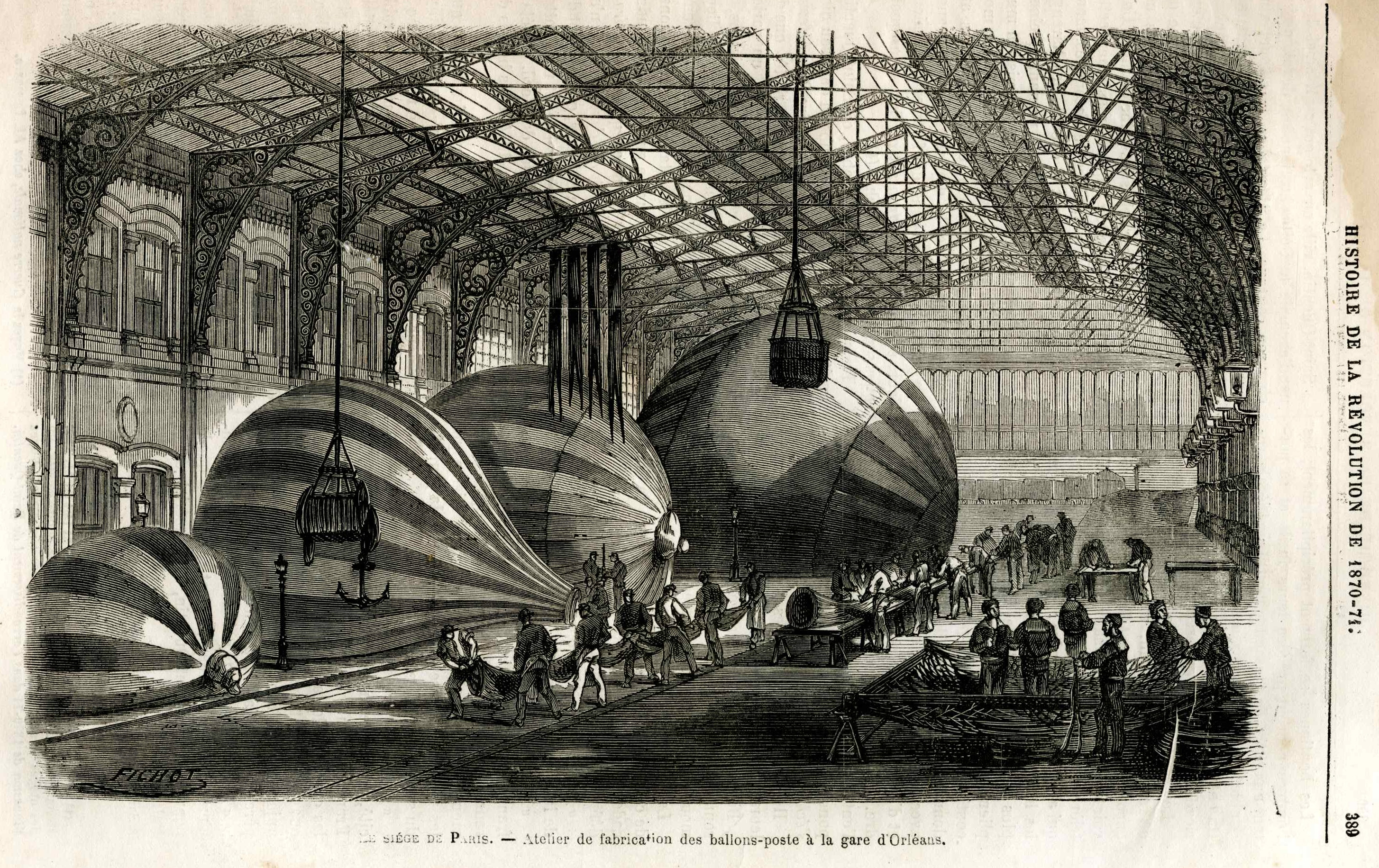
Atelier de fabrication des ballons-poste à la gare d'Orléans, pendant le siège de Paris.

Le 23 septembre 1870, Duruof décolle à bord du Neptune et franchit les lignes ennemies.
Deux décrets du 27 septembre 1870 de l'Administration des Postes du Gouvernement de la Défense Nationale autorisent officiellement l'expédition du courrier par voie d'aérostats, applicables dès le lendemain. Ces deux décrets marquent la naissance de la Poste aérienne. L'administration imposait d'écrire sur du papier très mince et de plier la lettre en la cachetant de façon qu'il ne soit pas nécessaire d'utiliser d'enveloppe. Les plis ne devaient pas excéder 3 ou 4 grammes.

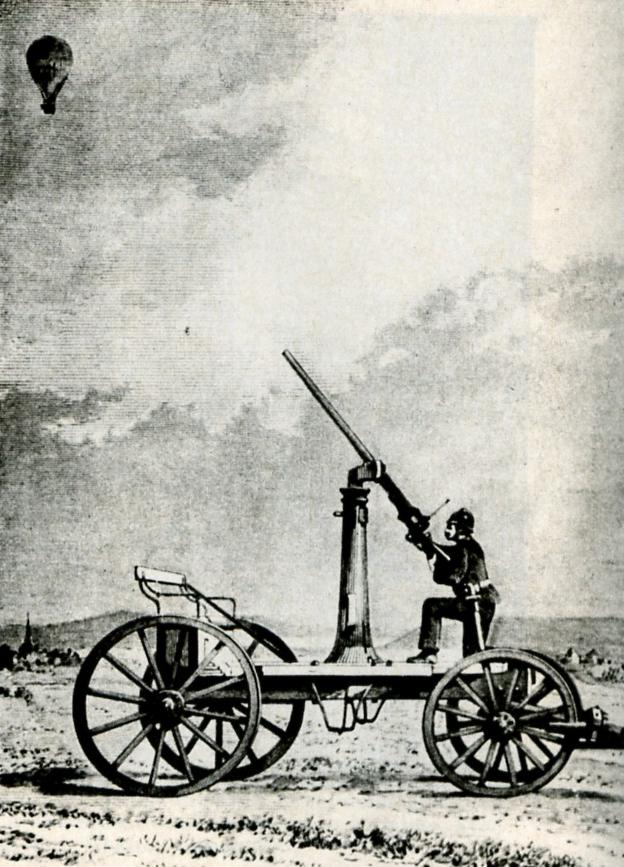
Canon anti-ballons.

Rapidement, faute d'aéronautes disponibles dans Paris, on recruta des marins et des gymnastes volontaires. Ceux-ci n'ayant aucune expérience, on les forma d'une manière expéditive, leur apprenant au sol les rudiments de l'aérostation. Cela ne fut pas sans conséquence quant à la qualité de la navigation et des atterrissages, avec en conséquence plusieurs blessés et des disparitions. L'installation d'un anticyclone sur le Nord-Est de l'Europe à partir de la fin novembre, poussant les ballons vers l'Ouest portés par des vents forts du Nord-Est et apportant sur Paris un temps très froid avec des records de températures négatives à l'époque, est la principale cause des pertes dans l'océan Atlantique.
Germain Rampont rationalise la fabrication des ballons postaux : ils devaient cuber 2 000 mètres, être en percaline à l'huile de lin, les nacelles en osier devaient avoir 1,30 m de large et 1,50 m de haut ; les sacs postaux, les sacs de lest et les cages de pigeons voyageurs pouvaient être suspendus à l'extérieur pour faciliter les mouvements lors des manœuvres.
Sollicité pour trouver une riposte, l'industriel allemand Krupp construisit plusieurs mousquets anti-ballons. Ce furent les premiers canons antiaériens. Ils furent peu efficaces, en raison de l'altitude prise par les ballons. Seul le ballon Daguerre fut mitraillé le 12 novembre 1870 : ses deux passagers furent faits prisonniers. Les Prussiens renvoyèrent les pigeons vers Paris avec de faux messages faisant état de prétendues défaites des armées françaises, mais les dépêches étaient signées du nom d'un secrétaire du gouvernement qui était resté à Paris.
Pour éviter la détection des ballons par les observateurs prussiens, ce qui pouvait aboutir à leur capture, on décida de partir de nuit à partir du 18 novembre. Cela rendait les vols encore plus dangereux, car il était impossible de connaître la direction initiale prise par le ballon.
Les frères Albert Tissandier (1839 - 1906) et Gaston Tissandier (1843 - 1899) tentèrent de faire le voyage retour par le même moyen avec le ballon Jean Bart, et organisèrent plusieurs points de départ des villes non occupées par les troupes prussiennes avec l'aide d'aérostiers ayant fait eux aussi une sortie. Les tentatives, avant que les troupes prussiennes n'étendent leur zone d'occupation, furent des échecs.
Des expériences faites par l'armée française après la guerre indiquent qu'un ballon-poste de taille ordinaire est vulnérable aux tirs d'un fusil Chassepot jusqu'à 400 mètres d'altitude.
L'histoire retiendra le nom « ballon monté » à la fois pour ces ballon à gaz et pour les lettres envoyées par ce moyen lors du siège de Paris entre le 23 septembre 1870 et le 28 janvier 1871.

## Types de missions

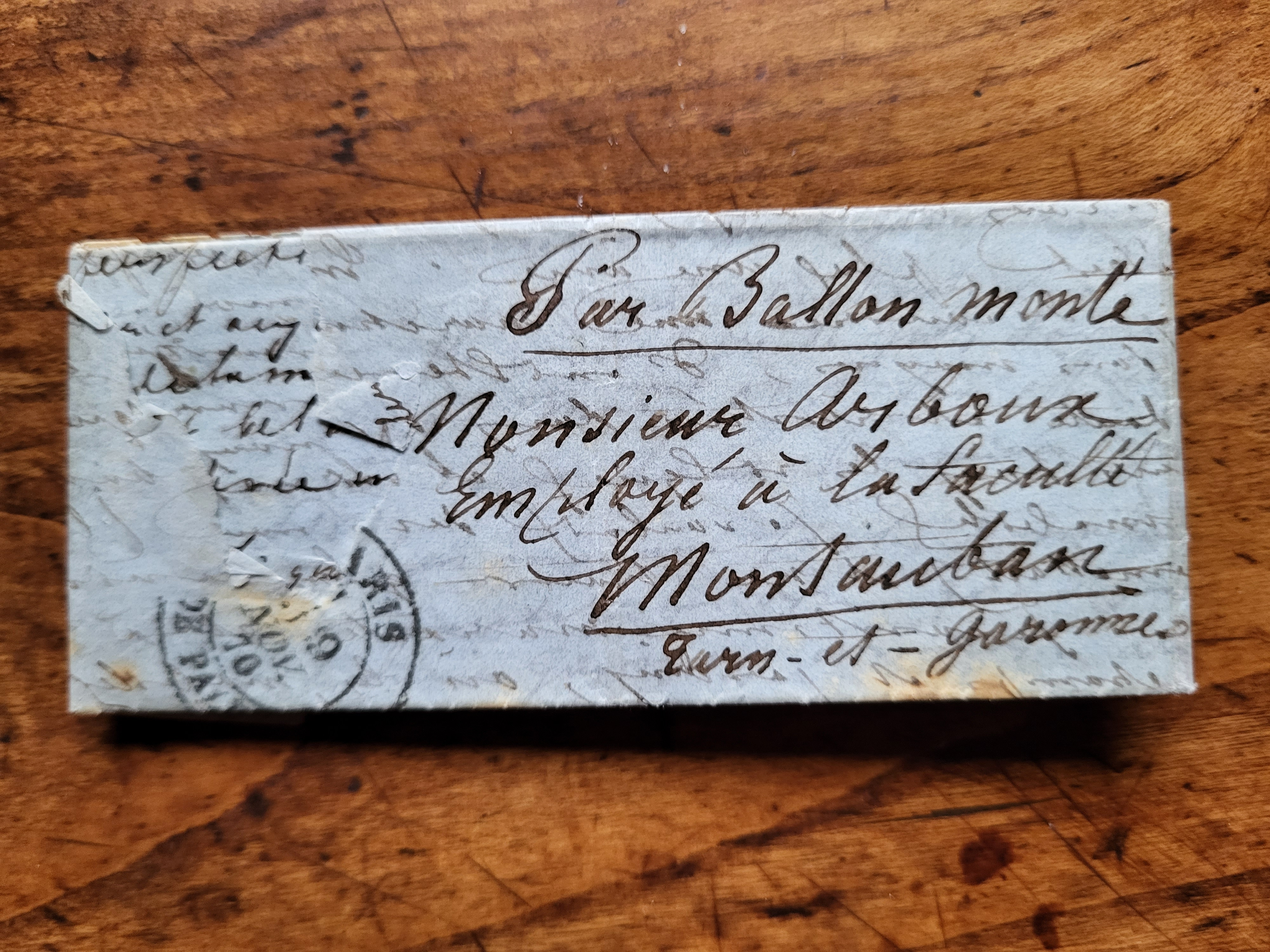
Lettre sur papier pelure plié en tout petit (timbre arraché), datée du 9 novembre 1870, envoyée par ballon monté à partir de Paris assiégé pendant la commune

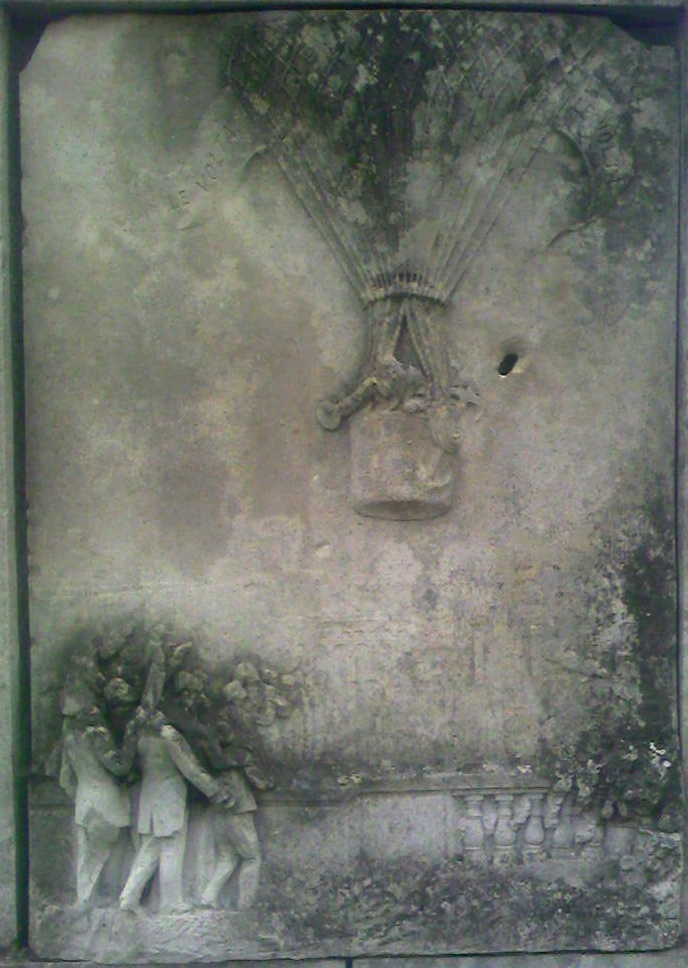
Janssen décolle à bord du Volta.

La plupart des vols ont eu des missions multiples. Trois compagnies affrètent des ballons : la Compagnies des aérostiers militaires, la Compagnies des aéronautes et l'Administration des Postes de Paris. 

### Transport de courriers
Presque tous ont eu une mission de courrier, le plus souvent double, puisque le ballon en transportait des grosses quantités, mais il emmenait aussi des pigeons voyageurs destinés à ramener des informations en sens inverse. Ces lettres, sur papier extrêmement léger, et soigneusement pliées, ne devaient pas dépasser quelques grammes. Si quelques ballons n'ont pas été affrétés officiellement pour le transport de courriers, il semble que quasi tous les aéronautes (conducteurs et/ou passagers) ont transporté quelques « plis confiés » à déposer à leur arrivée dans le premier bureau de Poste en fonctionnement rencontré.
Plusieurs des missions ont aussi transporté des personnes chargées d'organiser des opérations de transport de courrier de la province vers Paris (microfilms, Boules de Moulins, scaphandres, chiens, etc.)

### Missions militaires
Beaucoup de missions ont transporté des militaires de haut rang ou des estafettes, parfois de la dynamite.

### Missions politiques et diplomatiques
Plusieurs hommes politiques de haut rang ont pu échapper au siège pour rejoindre la délégation en province.
L'information de la capitulation a aussi été transmise par cette voie.

### Missions scientifiques
Le transport de l'astronome Janssen n'a eu qu'un but scientifique.

## Résultats aéronautiques
On peut être étonné par la réussite des missions, compte tenu des conditions (ville assiégée, pilotes inexpérimentés, vols de nuit, transport de dynamite, etc.).
En effet, aucun des ballons lancés n'a connu de défaillance ni provoqué directement la mort des aéronautes.
Les deux disparitions en mer ont été provoquées par l'absence de moyen efficace de navigation, le pilote n'ayant pas estimé correctement la distance parcourue pour entamer sa descente.
Les accidents d'atterrissage ont été provoqués surtout par l'inexpérience des pilotes et par la présence des uhlans proches du point de chute.
Des records ont été battus (de vitesse et de distance). Certains vols ont atteint une grande altitude (peut-être 5 à 7 000 m).
Le ballon Ville d’Orléans signe un record de distance totalement involontaire. Devant rejoindre le gouvernement de Défense nationale replié à Tours, il se pose finalement, au terme d’un voyage hautement périlleux, en Norvège.
Des tentatives d'améliorations techniques (direction par hélice et gouvernail) ont été faites, sans résultat.
Cette série de vols a, pour la première fois, démontré que la voie aérienne pouvait avoir une utilité stratégique, pratique et exploitable à grande échelle.

## Bilan
Pendant le siège, 66 ballons montés transportèrent 164 passagers, 381 pigeons, 5 chiens et plus de 2 millions de lettres, soit environ onze tonnes de courrier.
Selon les vents dominants, et la nécessité de départs ne pouvant attendre des vents favorables, certains ballons arrivèrent en Norvège, en Allemagne ou tombèrent dans l'Atlantique (deux disparitions), mais la plupart atterrirent en province. Cinq des ballons seront capturés par l'ennemi.
Notons que les ballons étaient la seule manière de communiquer avec la province, toutes les autres méthodes ayant échoué (piétons, bateaux, sous-marins, scaphandres, électricité, etc.).
Le seul autre moyen qui ait fonctionné était le retour des pigeons voyageurs, qui transportaient des quantités importantes d'informations, grâce aux microfilms qu'ils emportaient. Malheureusement, beaucoup d'entre eux n'arrivèrent jamais.
Aucun des chiens supposés ramener les dépêches grâce à leur sens de l'orientation n'arriva à destination.

### Accidents
Deux ballons furent perdus corps et biens pour avoir atteint la mer :
- Le Jacquart, piloté par Alexandre Prince (seul passager), ayant décollé de la Gare d'Orléans le 28 novembre 1870. Il portait des duplicata des ordres perdus par le Ville d'Orléans. Il a disparu au-delà du cap Lizard, dans la Mer d'Irlande.
- Le Richard Wallace, piloté par Émile Lacaze (seul passager), disparu au large de La Rochelle ou d'Arcachon selon les auteurs, le 25 janvier 1871[11]. Il portait la capitulation à la Délégation.

### Anecdotes
Jules Duruof, pilote du Neptune, fut poursuivi mais acquitté par la suite par un tribunal militaire pour avoir accepté de collaborer ensuite avec la Commune.
Le Montgolfier se pose à Heiligenberg, en Alsace. La région est déjà occupée par les Prussiens. Les 3 aérostiers bénéficieront d'un formidable élan de patriotisme des habitants qui, au péril de leur vie, les aident à rejoindre les troupes françaises. L'équipage quitte le village déguisé en bucherons et atteint les lignes françaises en traversant les Vosges. Il marche pendant près de 4 jours dans la montagne et rejoint les troupes françaises après 160 kilomètres à pied.

### Devenir des ballons
Les ballons — ceux qui n'ont pas été détruits ou perdus — ont été récupérés par l'armée et restaurés en 1875.

## Liste des ballons montés

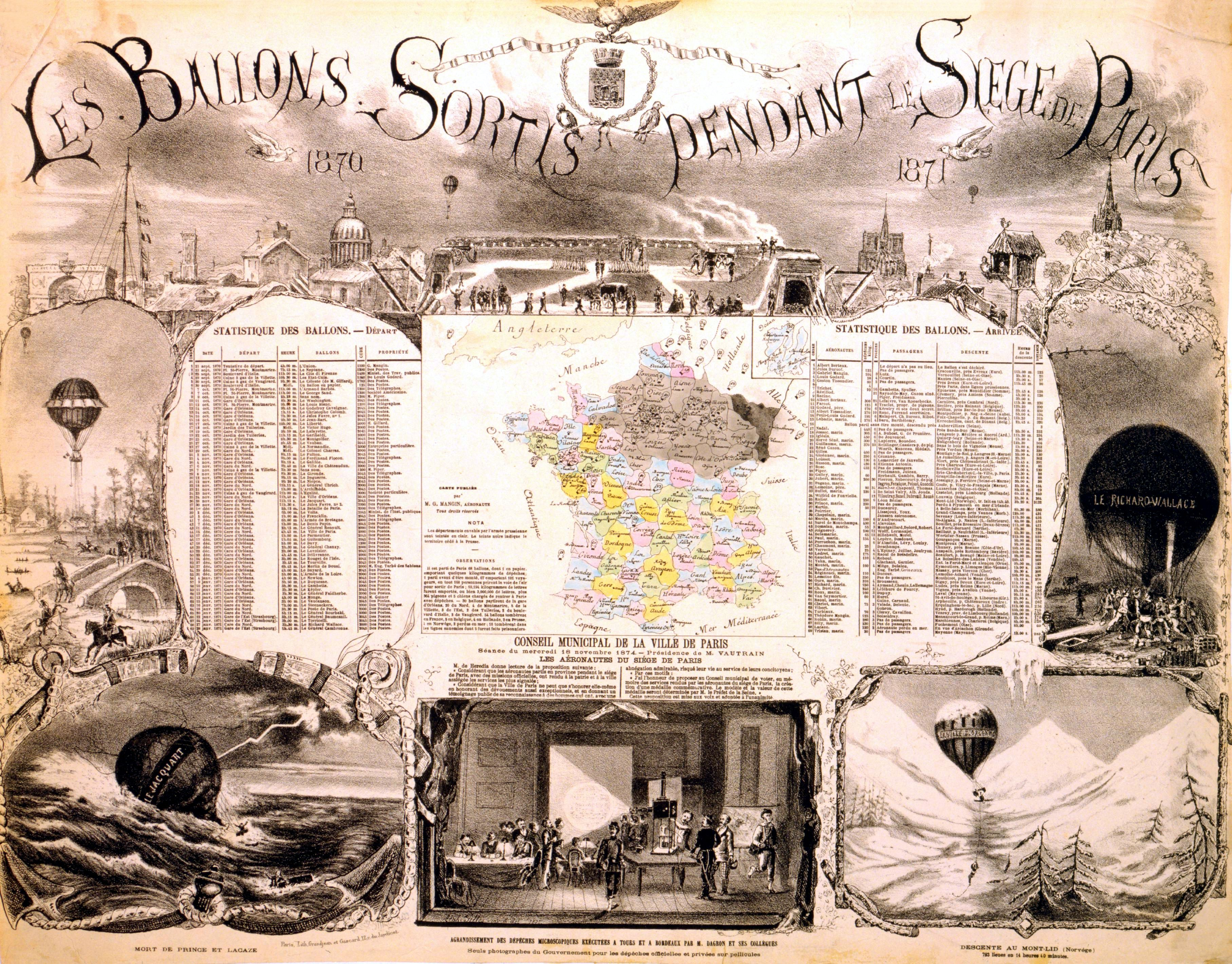
Les ballons sortis pendant le Siège de Paris, selon Théodore et Gaston Mangin

Le tableau ci-dessous reporte les ascensions humaines selon les travaux de J. Le Pileur et G. L'Héritier. Il y a quelques discordances entre les listes, particulièrement avec celle établie par Gaston Tissandier. Une révision, à la suite de l'ouverture des archives de l'administration des Postes, et de celles de l'armée, a notamment modifié les dates, donc l'ordre des envois.
La transcription des noms des sites d'atterrissages, et des noms de familles des passagers et des pilotes, a été indiquée de manière phonétique ou approximative par certains auteurs (Gaston Tissandier notamment), les archives de la Compagnies des aérostiers, et celle de l'Armée, ont permis de rétablir l'orthographe en usage à l'époque.